# Cacopsylla intermedia
Cacopsylla intermedia är en insektsart som först beskrevs av Löw 1888.  Cacopsylla intermedia ingår i släktet Cacopsylla och familjen rundbladloppor. Inga underarter finns listade i Catalogue of Life.